# Ride Out (Bob Seger)
Ride Out è il diciassettesimo album in studio del cantautore rock statunitense Bob Seger, pubblicato come solista nel 2014. Il disco contiene alcune cover.

## Tracce
Tutti i brani sono di Bob Seger tranne dove indicato.
1. Detroit Made (John Hiatt) – 3:46
2. Hey Gypsy – 2:32
3. The Devil's Right Hand (Steve Earle) – 3:49
4. Ride Out – 3:07
5. Adam and Eve (Kasey Chambers, Shane Nicholson) – 3:12
6. California Stars (Woody Guthrie, Jeff Tweedy, Jay Bennett) – 4:44
7. It's Your World – 3:17
8. All of the Roads – 3:34
9. You Take Me In – 2:33
10. Gates of Eden – 3:47